# Wausa (Nebraska)
Wausa je selo u američkoj saveznoj državi Nebraska. Prema popisu stanovništva iz 2010. u njemu je živjelo 634 stanovnika.